# Doorfietsroute Amersfoort-Utrecht
De doorfietsroute Amersfoort-Utrecht of F28 is een geplande doorfietsroute in de provincie Utrecht. De route zal Amersfoort verbinden met de wijk Noordoost in Utrecht via Soestduinen, Den Dolder, Bilthoven en De Bilt. Bij de toekomstige opening zal dit de eerste van meerdere geplande doorfietsroutes in de provincie Utrecht zijn.
De doorfietsroute komt tot stand door het aanleggen van nieuwe fietspaden, het verbreden van bestaande fietspaden, het asfalteren van bestaand wegdek, het verwijderen van obstakels voor fietsers en het aanbrengen van herkenbare belijning, bewegwijzering en verlichting. De route wordt 21 km lang.
De ambitie van de provincie is om fietsgebruik in woon-werkverkeer te stimuleren en zo de drukte op (snel)wegen te verminderen. Het streven is dat er in 2023 tien procent meer gefietst wordt dan in 2019 tussen Amersfoort en Utrecht.

## Tracé

### Amersfoort-Bilthoven
De route start bij DierenPark Amersfoort langs een nieuw aan te leggen fietspad ten zuiden van het bestaande fietspad. De route loopt parallel aan het spoor tussen Amersfoort Centraal en Den Dolder over het Monnikenboschpad. De route doorkruist de Soesterbergsestraat en volgt daarna de Beaufortlaan. Bij de Paltzerweg in Soest wordt de route kort onderbroken door een overweg, waarna de route het fietspad langs de Fornheselaan volgt. Net ten oosten van station Den Dolder volgt de route de Paltzerweg (Den Dolder) richting Bilthoven.

### Bilthoven-Utrecht
In Bilthoven volgt de route respectievelijk de Julianalaan, Sperwerlaan en Boslaan tot de Soestdijkseweg Zuid, net ten zuiden van station Bilthoven. Vanaf hier doorkruist de route een aantal woonwijken in Bilthoven tot de Biltse Rading. Deze weg wordt geheel tot in Utrecht gevolgd. Via de Kardinaal de Jongweg, Jan van Galenstraat, Alexander Numankade, Blauwkapelseweg en Kleinesingel eindigt de route bij de Wittevrouwensingel nabij het Griftpark.

## Kosten
De aanleg van de doorfietsroute kost 11,2 miljoen euro. De kosten zijn verdeeld over de provincie Utrecht (7,3 miljoen), de gemeenten Utrecht, De Bilt, Zeist, Soest en Amersfoort (2,4 miljoen) en het rijk (1,5 miljoen).

## Planning
Op 9 juli 2020 werd een akkoord bereikt door de provincie Utrecht en de betrokken gemeenten over het voorlopig ontwerp, de kostenverdeling en de uitvoeringsafspraken. In het eerste kwartaal van 2022 werd het project aan een aannemer aanbesteed, waarna de hele fietsroute volgens planning eind 2023 zou afgewerkt zijn. In 2024 zijn werkzaamheden aan het Monnikenboschpad nog niet afgerond.